# Могендорф
Могендорф (нем. Mogendorf) — община в Германии, в земле Рейнланд-Пфальц. 
Входит в состав района Вестервальд. Подчиняется управлению Виргес.  Население составляет 1175 человек (на 31 декабря 2010 года). Занимает площадь 4,24 км².